# Óscar Pérez
Óscar Pérez Rojas (Mexico-Stad, 1 februari 1973) is een Mexicaans voormalig voetballer die als doelman speelde. Pérez speelde 57 interlands voor Mexico.

## Clubcarrière
Pérez debuteerde in 1993 in het eerste elftal van Cruz Azul. In zestien seizoenen speelde hij 416 wedstrijden in de Mexicaanse competitie. In het seizoen 2008/09 werd hij verhuurd aan Tigres UANL. Het seizoen daarop werd hij verhuurd aan Jaguares de Chiapas en het seizoen daarop aan Necaxa. Vanaf 2011 werd de doelman twee jaar verhuurd aan Club San Luis. Vanaf 2013 tot 2019 werd Pérez verhuurd aan CF Pachuca, waarvoor hij meer dan 150 competitieduels speelde. Op 27 juli 2019, op 46-jarige leeftijd, kondigde hij aan te stoppen als voetballer, vlak na de tweede ronde van Cruz Azul van de Torneo Apertura 2019 tegen Toluca.

## Interlandcarrière
Pérez debuteerde in 1997 in het nationale elftal van Mexico. Tijdens de kwalificatiewedstrijden voor het WK 2002 werd hij tijdelijk eerste doelman van Mexico maar moest nadien zijn plaats afstaan aan Oswaldo Sánchez. Hij ging mee naar het WK 2002 in Japan en Zuid-Korea. Op het WK 2010 werd verwacht dat Guillermo Ochoa eerste doelman zou zijn maar kreeg de zevenendertigjarige Pérez het vertrouwen van de bondscoach.